# Powiat de Wadowice
Le powiat de Wadowice (en polonais powiat wadowicki) est un powiat appartenant à la voïvodie de Petite-Pologne dans le sud de la Pologne.

## Division administrative
Le powiat de Wadowice comprend 10 communes :
- 3 communes urbaines-rurales : Andrychów, Kalwaria Zebrzydowska et Wadowice ;
- 7 communes rurales : Brzeźnica, Lanckorona, Mucharz, Spytkowice, Stryszów, Tomice et Wieprz.

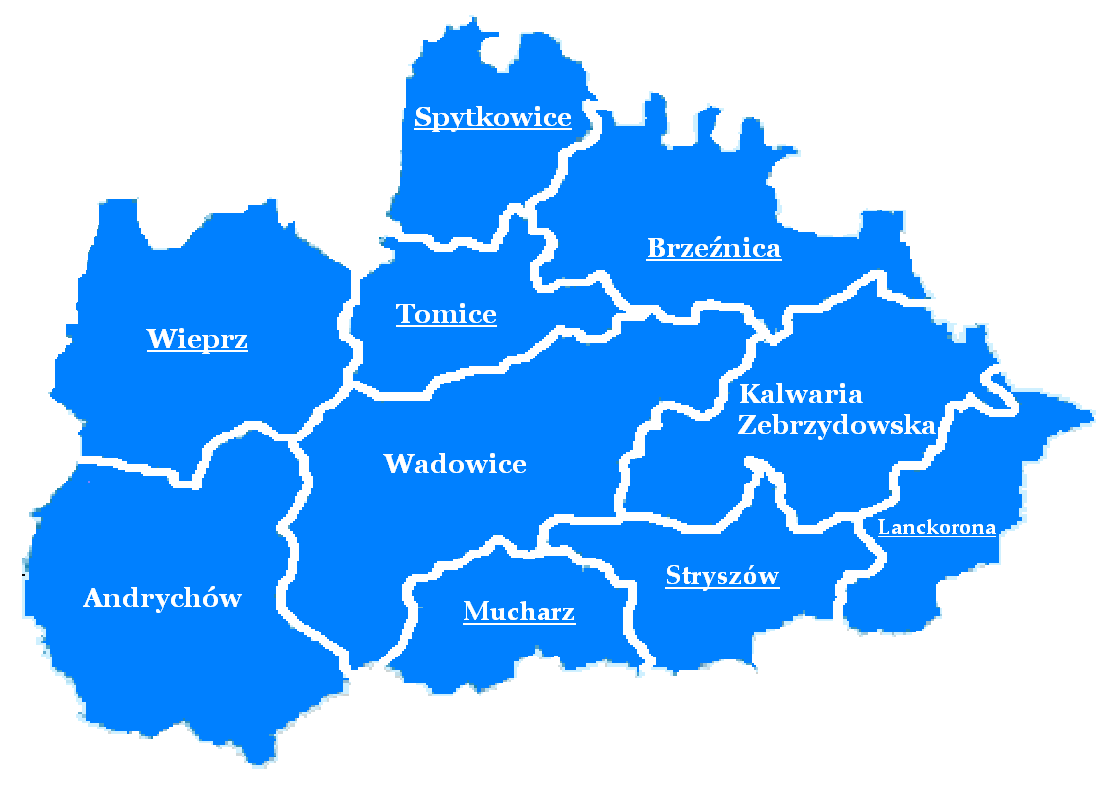
Gminy du powiat de Wadowice (les communes rurales sont soulignées).